# Wielkie Łąki
Wielkie Łąki [ˌvʲelkʲɛ ˈwɔŋkʲi] (deutsch Hillersdorf, 1945–1953 Niewola) ist ein Ort der Gmina Korfantów in der Woiwodschaft Opole in Polen.

## Geographie

### Geographische Lage
Das Straßendorf Wielkie Łąki liegt im südwestlichen Teil Oberschlesiens im Friedländer Land. Das Dorf Wielkie Łąki liegt rund zwei Kilometer nordwestlich vom Gemeindesitz Korfantów, rund 21 Kilometer östlich der Kreisstadt Nysa und etwa 41 Kilometer südwestlich der Woiwodschaftshauptstadt Oppeln.
Wielkie Łąki liegt in der Nizina Śląska (Schlesischen Tiefebene) innerhalb der Równina Niemodlińska (Falkenberger Ebene).

### Nachbarorte
Nachbarorte von Wielkie Łąki sind im Nordwesten Niesiebędowice (Nüßdorf), im Südosten der Gemeindesitz Korfantów (Friedland in Oberschlesien), im Südwesten  Kuropas (Korpitz) und im Westen Myszowice (Mauschwitz).

## Geschichte

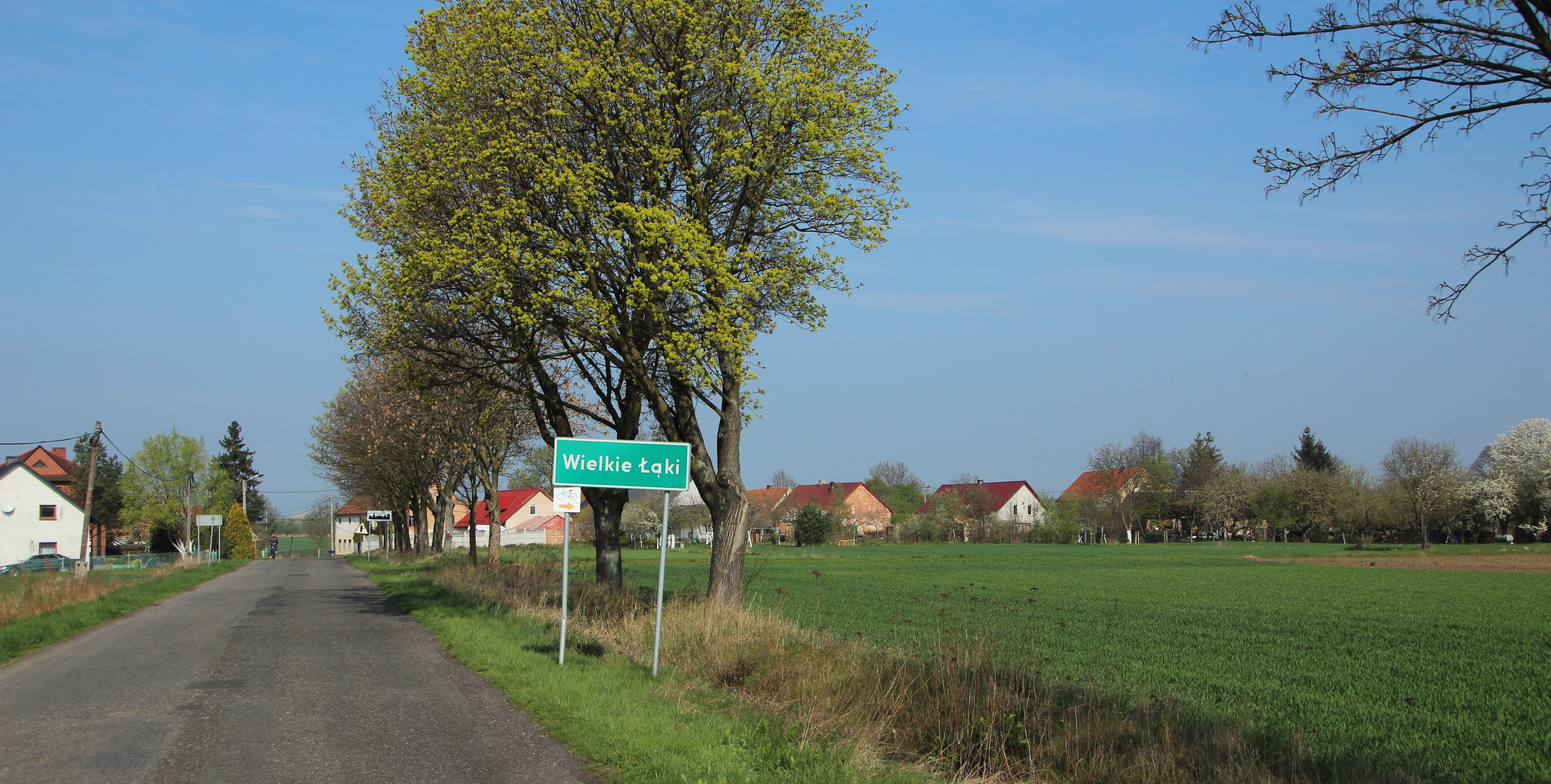
Ortseingang mit Ortsschild

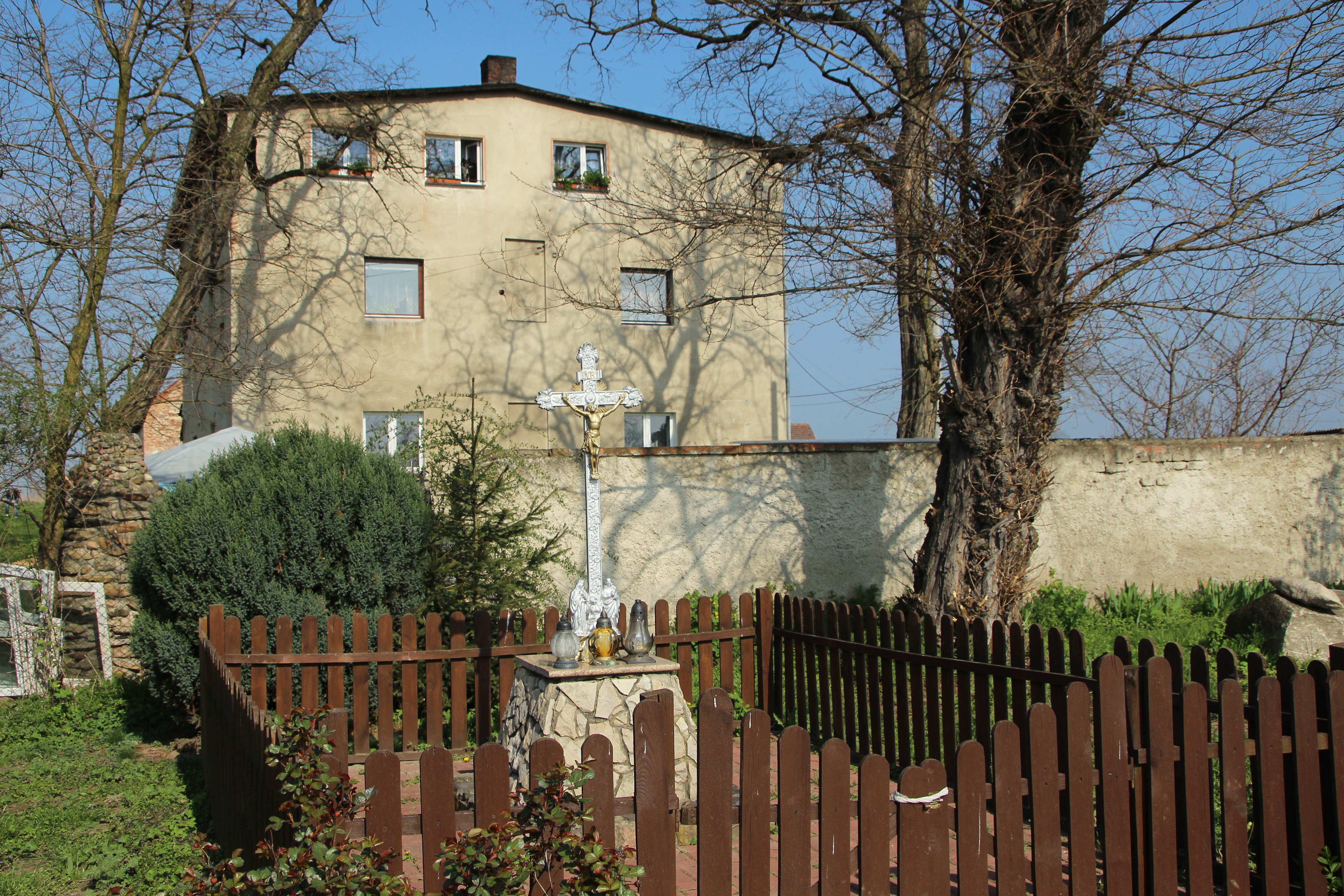
Wegekreuz

Das Dorf wurde in der Mitte des 19. Jahrhunderts von protestantischen Siedlern aus Österreich gegründet. Erste Holzhäuser wurden 1843 fertiggestellt. 1864 wurde eine Schule im Ort eingerichtet. 1865 bestanden im Dorf 25 Gärtnerstellen. 1874 wurde der Amtsbezirk Schloss Friedland gegründet, welcher aus den Orten Ellguth-Friedland, Floste, Hammer, Hillersdorf, Julienthal, Nüßdorf, Ranisch und Woistrasch und den Gutsbezirken Ellguth-Friedland, Floste, Friedland, Schloß und Nüßdorf bestand. 1885 zählte Hillersdorf 206 Einwohner.
Um 1930 kam Hillersdorf zum neugegründeten Amtsbezirk Ranisch. 1933 zählte Hillersdorf 204, 1939 rund 190 Einwohner. Bis 1945 befand sich der Ort im Landkreis Falkenberg O.S.
Als Folge des Zweiten Weltkriegs fiel Hillersdorf 1945 wie der größte Teil Schlesiens unter polnische Verwaltung. Nachfolgend wurde der Ort in Niewola umbenannt und der Woiwodschaft Schlesien angeschlossen. 1946 wurde die deutsche Bevölkerung vertrieben. 1950 wurde es der Woiwodschaft Oppeln eingegliedert. 1953 wurde der Ortsname in Wielkie Łąki geändert. 1999 kam der Ort zum neu gegründeten Powiat Nyski (Kreis Neisse). 2005 zählte das Dorf 116 Einwohner.

## Sehenswürdigkeiten
- Wegekreuz